# 알렝케르

알렝케르의 위치

알렝케르(포르투갈어: Alenquer)는 포르투갈 리스보아 현에 위치한 도시로 면적은 304.22km2, 인구는 43,267명(2011년 기준), 인구 밀도는 140명/km2이다.

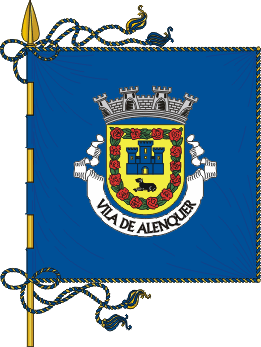
시기
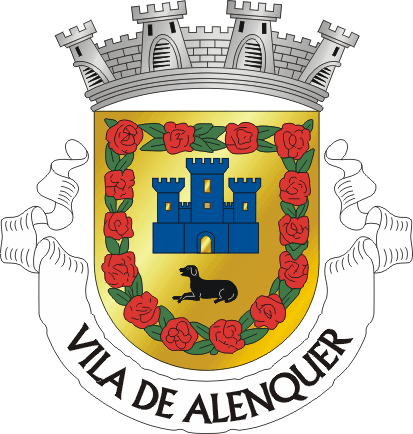
시 문장